# Fabrizio Grillo
Fabrizio Grillo (* 2. Februar 1987 in Rom) ist ein italienischer ehemaliger Fußballspieler.

## Karriere

### Verein
Grillo begann seine Karriere in den Jugendabteilungen von Lazio Rom und AS Rom, ehe er 2006 in die erste Mannschaft geholt wurde. Der Abwehrspieler kam aber zu keinem Einsatz. 2007 wechselte er zum SS Sambenedettese Calcio, den er im Januar 2010 Richtung AC Arezzo verließ. Nach einem halben Jahr in Arezzo spielte er eine Saison leihweise beim FC Crotone in der Serie B. 2010 wurde er an ZSKA Sofia in Bulgarien abgegeben.
Im Januar 2016 wurde er an den AC Pavia ausgeliehen. Im Juli 2016 wechselte er schließlich zum AS Livorno. Nachdem er in der Hinrunde 2016/17 nur zweimal eingesetzt worden war, wurde er Anfang 2017 bis Saisonende an Sambenedettese Calcio ausgeliehen. Dort fiel er einige Wochen aus und bestritt sechs Spiele. Im Sommer 2017 wechselte er zu US Triestina.

### Nationalmannschaft
Der Defensivakteur war Mitglied der italienischen U-15, U-16 und U-17-Auswahl, für die er im Zeitraum von 2001 bis 2004 insgesamt neun Partien ohne Torerfolg absolvierte.